# Galería de las Grutas
La Galería de las Burlas, también conocida como La Lonja o Grutas de Felipe II, es un pabellón de origen renacentista, situado en la Casa de Campo, un antiguo Real Sitio que hoy día constituye el mayor parque público de la ciudad de Madrid (España). Fue realizada en el siglo XVI por encargo del rey Felipe II, como un elemento paisajístico y recreativo de los desaparecidos jardines de El Reservado de Felipe II, en la línea de las grutas artificiales decoradas que proliferaron durante el Renacimiento. Se trata del ejemplo de mayor relevancia artística de este tipo de construcciones del Renacimiento español.
El conjunto se encuentra protegido desde 2010, dentro de la declaración de la Casa de Campo como Bien de Interés Cultural, aprobada por la Comunidad de Madrid. Se conserva parcialmente y en mal estado.

## Historia

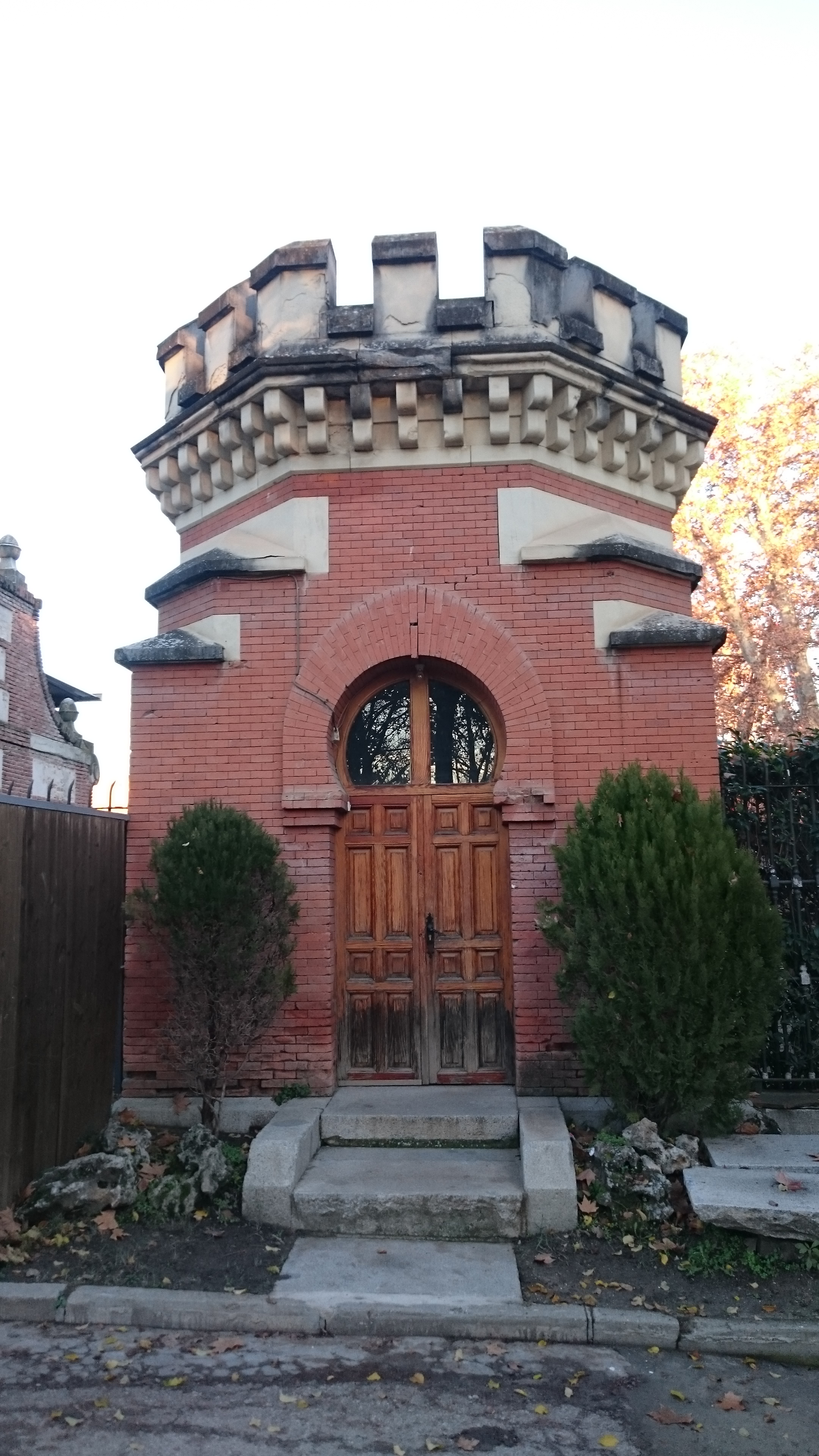
Puesto de guardia del, construido sobre el extremo sur de la galería.

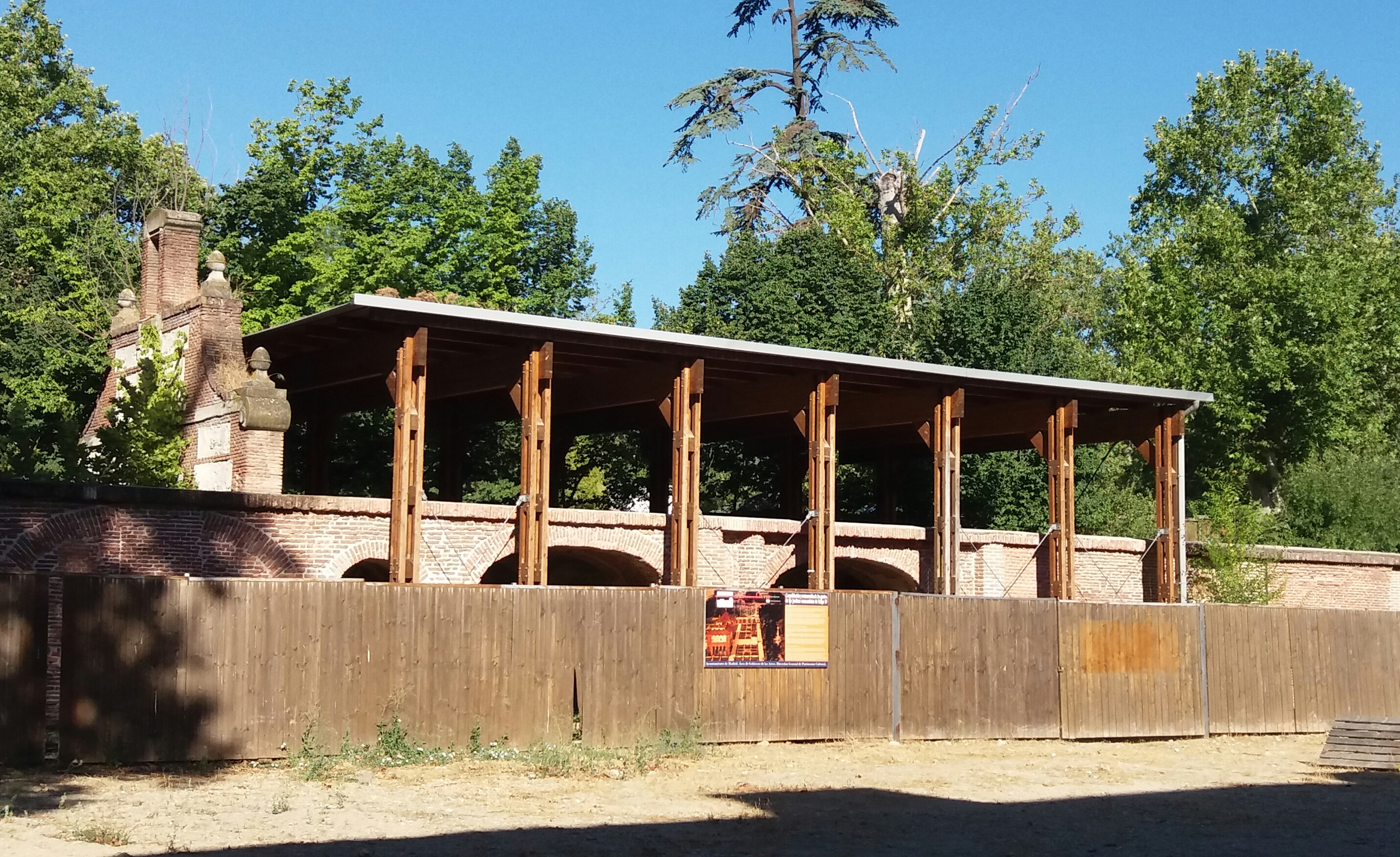
Aspecto de la galería en 2016, con la techumbre instalada para su protección.

La galería se comenzó en 1567, seis años después de que Felipe II se hiciera con la propiedad de la Casa de Campo de los Vargas, alrededor de la cual creó un entramado de jardines, bosques y huertas, a partir de un plan paisajístico ideado por Juan Bautista de Toledo. Es muy posible que el citado arquitecto fuera también quien diseñara las grutas. Aunque cuando se construyeron ya había muerto.
En la construcción del pabellón intervino un equipo de ingenieros y artistas de procedencia italiana, entre quienes se encontraban Juan Antonio Sormano, Juan Bautista Bonanome y Jerónimo Carruba. Los dos primeros se responsabilizaron de las ornamentaciones, incluidas las escultóricas, mientras que el tercero se hizo cargo de las fuentes que se instalaron en el interior del edificio.
En el siglo XVIII fueron levantadas unas viviendas sobre las cubiertas de las grutas, que se destinaron a los guardias y jardineros del antiguo Real Sitio. Estos inmuebles fueron demolidos a principios del siglo siguiente, cuando el rey José I Bonaparte (r. 1808-1813) optó por establecer su residencia en la Casa de Campo, seguramente porque entendía que podían afectar a su seguridad.
Una de las dos salas, la del Mosaico, fue derribada por el arquitecto José Segundo de Lema y en el solar edificó en 1876 un puesto de guardia de inspiración neomudéjar, que todavía se mantiene en pie, junto a la Puerta del Castaño.
Entre 2007 y 2010 se procedió a su excavación arqueológica, gracias a la cual han podido documentarse aspectos como el trazado original, las características constructivas o el funcionamiento de los dispositivos hidráulicos. En 2009 se hicieron obras de consolidación estructural, que se centraron especialmente en las bóvedas, uno de los elementos más deteriorados. Durante estos trabajos fue levantada una techumbre de madera, que cubre en la actualidad todo el conjunto, para protegerlo de las inclemencias meteorológicas. 
En 2010 la Comunidad de Madrid declaró la Casa de Campo Bien de Interés Cultural. En esta declaración se contempla que el pabellón tendrá, junto con el Palacio de los Vargas, "un uso característico cultural y/o museológico, ligado preferentemente a hechos o actividades relacionados con el Sitio Histórico".
En 1995 la grutas renacentistas se inundaron cuando se estaban rehabilitando.

## Descripción

### Trazado original
Galería de las Burlas facilitaba la transición paisajística entre las trazas formalistas del desaparecido jardín de El Reservado de Felipe II y el sotobosque situado en el nivel, ahora superior, a través de los cuales se accedía a la zona de los estanques.
Se trataba de un espacio rectangular, de unos 30 metros de anchura y más de 7 metros de alto, de planta biabsidial y cubierto con tejados de pizarra. Estaba integrado por cinco tramos abovedados, que se organizaban estructuralmente con un sistema de soportes propio. Los dos laterales se sujetaban con pilares, mientras que los tres intermedios descansaban sobre columnas de orden toscano.
La cara oriental se abría a los jardines por medio de cinco grandes portadas, formadas a partir de arcos rebajados y acompañadas, en algunos casos, de accesos menores, resueltos en medio punto. En su flanco occidental, el edificio se adentraba en la tierra, simulando una cueva, hasta topar con los muros ciegos que lo delimitaban por esta parte.
El tramo central tenía una mayor complejidad constructiva, ya que formaba eje con la fachada oeste de la casa-palacio. Incorporaba una exedra poligonal, en cuyo fondo se disponía un paso escalonado que conducía hasta el sotobosque.

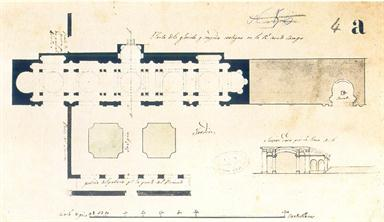
Plano de la Galería de las Burlas. Archivo General del Palacio Real de Madrid. Fue realizado probablemente en el, dos siglos después de la construcción del edificio.

Todo el interior estaba profusamente decorado con ornamentaciones que recreaban e idealizaban el aspecto de los abrigos y cuevas naturales. Los materiales utilizados eran muy diversos e incluso se empleaban elementos marinos, tales como corales, conchas, caracolas o caparazones de tortuga, además de restos de ladrillos y cristales, con los que se confeccionaban mosaicos.
Las piezas eran incrustadas sobre estuco y, en medio de ellas, se distribuían varios conductos hidráulicos, que, convenientemente disimulados, permitían crear manantiales, cascadas y juegos de agua. Se tiene conocimiento de una fuente de coral, obra del artista siciliano Nicolás de Aragona.
Cada tramo estaba tematizado y recibía un nombre específico que aludía al asunto sobre el que versaba, al tipo de ornato o a su funcionalidad. Entre los recintos de los que se tiene constancia documental, cabe señalar los siguientes:
- Sala de las Burlas. Bautizada de esta manera por la existencia de una fuente con diferentes surtidores escondidos, que se accionaban desde la distancia para sorprender a los visitantes, rociándolos con agua.
- Sala del Mosaico. Cabe entender que esta dependencia se llamaba así por la existencia de uno o varios mosaicos.
- Gruta de Neptuno. En el plano de Madrid de Pedro Teixeira (1656) aparece con el nombre del Dios de las Aguas, en referencia a la Fuente de Neptuno ahí existente, también conocida como Fuente Rústica.[3] La estancia estaba decorada con estalactitas y estalagmitas y, además de la estatua de Neptuno, había otros dos grupos escultóricos, dedicados a Venus y Diana.

### Estado actual
De los cinco tramos con los que el pabellón fue concebido, solo se mantienen en pie dos y parte de un tercero, que se sitúan en la parte más septentrional. No queda nada de su decoración interior. Su estado de conservación es precario.